# Lista de personagens de Rebelde (telenovela brasileira)
Esta é uma lista de personagens que compõem o elenco de Rebelde, uma telenovela brasileira de drama adolescente exibida pela RecordTV entre 21 de março de 2011 a 12 de outubro de 2012, Produzida pela Record e pela empresa mexicana Televisa, escrita por Margareth Boury e dirigida por Ivan Zettel, é inspirada na telenovela mexicana homônima, que, por sua vez, havia sido inspirada na telenovela argentina Rebelde Way. 
Os atores Sophia Abrahão, Lua Blanco, Arthur Aguiar, Micael Borges, Mel Fronckowiak e Chay Suede interpretam os papéis principais, em uma trama que narra o cotidiano de seis adolescentes que estudam em um famoso colégio particular em regime de semi-internato e enfrentam os "dramas" típicos do período, como a descoberta do primeiro amor, os conflitos de autoimagem, o desenvolvimento de distúrbios alimentares, o relacionamento conflituoso com os pais e o alcoolismo.

## Personagens

### Personagens principais

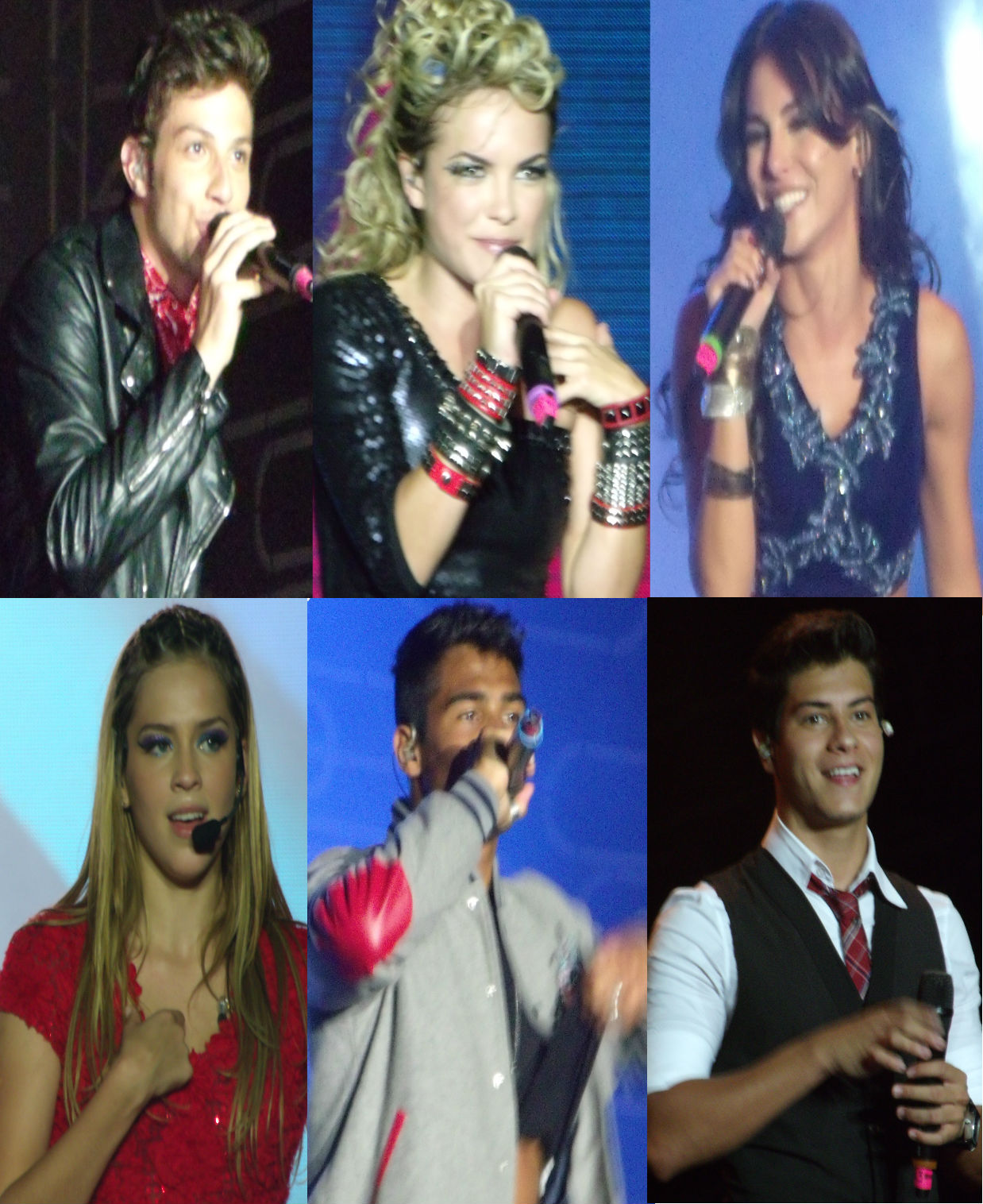
Os seis "Rebeldes".

#### Pedro Costa
- Interpretado por: Micael Borges

Um garoto muito inteligente. Forte, impulsivo, valente e tenaz. Não se importa com convenções sociais, muito menos com regras que ele julga absurdas. Um rebelde por natureza e também por necessidade: ele quer vingar a morte do pai e o sofrimento da mãe. No entanto, ele acaba se apaixonando pela patricinha Alice Albuquerque, filha do inimigo. Pedro tem uma paixão secreta: a música. Ele toca violão e faz melodias lindas. Além da música, Pedro adora um surf, futebol de praia e vôlei. Vai sofrer muito na escola, pois os seus adversários querem ver o rapaz expulso da escola. Pedro conduz os rebeldes mesmo sem querer, é um líder nato com muito talento para causas perdidas. Defensor da verdade e da sinceridade, sério oponente de Jonas. Aliado de Vicente na guerra contra as regras mais rígidas da escola e um herói do começo ao fim.

#### Alice Albuquerque
- Interpretada por: Sophia Abrahão

Finge ser uma menina mimada e sem coração. Muito preocupada com a beleza, está sempre com uma boa escova e um batom na bolsa. Possessiva, ciumenta, mandona, fiel, determinada e tem uma fé absoluta na verdade e na justiça. Para muitos poucos ela mostra, o seu eu de verdade. Alice é rebelde e quando está sozinha, compõem letras lindas que vão de encontro às melodias de Pedro. Alice também se apaixona por Pedro e, a princípio, também não gosta dessa emoção: acha o rapaz mal vestido e grosseiro. Busca o afeto do pai distante e é também uma líder natural: as meninas imitam o comportamento de Alice, querem sempre saber do que ela gosta ou do que ela não gosta. Alice segue em busca daquilo que acredita: uma vida de sucesso.

#### Roberta Messi
- Interpretada por: Lua Blanco

Ela é a mais autêntica do grupo, talvez por ter sido criada de forma diferente, por uma mãe que a teve quando tinha apenas 16 anos de idade. Roberta é primeira filha e a filha única de uma cantora famosa e cresceu cercada por artistas, mas busca a sua própria identidade. Para evitar confrontos com o coração, Roberta se esconde atrás de uma máscara de menina má. É independente, arrojada e forte. Roberta e Alice se estranham no início, mas a música irá unir essas duas moças de temperamentos tão diferentes. Roberta vai se apaixonar por Diego, que será o dono do coração dela.

#### Diego Maldonado
- Interpretado por: Arthur Aguiar

Nasceu em uma família poderosa de políticos e empresários bem sucedidos. Diego sempre teve tudo o que queria menos a atenção do pai, que é um homem ocupado e sem tempo para os filhos e a mulher. Diego adora o poder que o dinheiro dá e sabe que tem o melhor estilo da escola. É um rapaz bonito, que atrai as meninas tanto pela beleza quanto pelo dinheiro. Quando conhece Pedro se vê desafiado pelo talento do outro. Diego também compõe músicas, mas faz escondido da família, que abomina hábitos rebeldes. Mas Diego é rebelde, ainda mais depois de descobrir que o pai não é aquele homem íntegro que ele pensava que fosse e que paga para o filho passar de ano. Diego pede ajuda para ser um bom estudante e ingressa na banda clandestina formada pelos rebeldes da escola.

#### Tomás Campos Sales Penedo
- Interpretado por: Chay Suede

Praticante de natação, a maior preocupação de Tomás é o sexo. Quer ter todas as garotas que puder e quando consegue um beijo, espalha para os amigos que passou a noite com a menina. Mimado demais, é o filho caçula de uma família rica e tradicional do Brasil. É daquele tipo que perde o amigo, mas não perde a piada. Doa a quem doer, Tomás quer mais é se divertir. Em princípio, ele entra para o grupo musical para arrumar garotas, por que ele sabe que músicos são populares entre as elas. Mas Tomás tem talento e começa a compor junto com Pedro e Alice. Tomás canta muito bem e através da música, passa a descobrir que tudo não se resume apenas a sexo e diversão.

#### Carla Ferrer
- Interpretada por: Mel Fronckowiak

Tem um corpo escultural, mas sofre com a ditadura da magreza, com bulimia nervosa e anorexia nervosa. Quando fica nervosa entre no transtorno da compulsão alimentar periódica, e ataca doces e chocolates. Compulsiva, tem muito medo de ficar gorda demais porque quer ser bailarina, sonho que Carla não tem coragem de dividir com ninguém. Carla treina a dança sozinha, pois tem vergonha do corpo e de sofrer alguma pressão para perder peso. Também é a última menina a entrar na banda. Acontece por acaso: Carla gosta de dançar e cantar, mas é tímida demais para fazer isso em público. Pedro um dia escuta a voz belíssima de Carla e a convida para entrar no grupo. Ela recusa, por vergonha. Acontece que Carla é apaixonada por Tomás e quando ele a convida, ela não consegue dizer não. É Carla quem começa a fazer as coreografias para a banda e se sai muito bem. É irmã mais nova da divertida Becky.

#### Pilar Araripe
- Interpretada por: Rayana Carvalho

Filha do diretor da escola Jonas. Ela é mimada, invejosa e mentirosa. Pilar não tem o menor compromisso com a verdade. Sabe tudo o que se passa na escola por saber dos segredos dos alunos e se aproveita disso para ter poder. Pilar faz um jornal escondida e escreve tudo que é fofoca, as verdadeiras e as que ela inventa. Apaixona-se por Pedro e não admite ver o rapaz com outra menina. Por causa dela, Pedro quase perde a bolsa de estudos por diversas vezes. Pilar tem uma relação mentirosa com o mundo: ela mostra para as pessoas aquilo que ela acha que as pessoas querem ver e manipula quem quer.
No final engravida do Binho e vira do bem, tem um filho chamado Lucas, mas a criança só nasce no último capítulo mesmo a novela não mostrando.  

#### Fábio (Binho) Soares de Castro
- Interpretado por: Pedro Cassiano

Tem fixação em Roberta e vai fazer de tudo para ficar com a moça. Aliado e mentor de Pilar, acaba se apaixonando pela menina sem se dar conta. Mas antes dele se arrepender de tudo, Binho é do mau, porém no decorrer vira do bem. Ele tem um filho chamado Lucas com Pilar. 

#### Miguel Zimer
- Interpretado por: Thiago Amaral

O irmão gêmeo maior de Lucy, tenta conquistar Alice, mas em vão. É uma família muito rica brasileira, mas que mantém residência na cidade de Nova Orleans nos Estados Unidos, antes de retornar para estudar no Brasil. Não sente emoções e aparece do nada, como se fosse um vampiro. Demostra ser bom em História dos Estados Unidos, quando demonstra conhecimento avançados sobre Batalha de Fort Sumter. Entra na trama na segunda temporada e se faz de amigo dos rebeldes, mas tudo não passa de um plano para separá-los e colocá-los um contra o outro. Suas maiores ameaças são Pedro (que namora Alice) e o Binho. Ele tem traços de personalidade suspeitos de psicopata e quase mata Pedro.

## Personagens secundários

#### Eva Messi Albuquerque
- Interpretada por: Adriana Garambone

Uma cantora de sucesso, que teve a filha única (Roberta), quando tinha apenas 16 anos e a criou como se fosse a sua irmã caçula. Não colocou limites, não soube controlar a menina e hoje é muito ocupada com a carreira para perceber que a filha precisa dela. Eva é mimada, cheia de vontades, mas tem um coração bom e o sonho secreto de encontrar um verdadeiro amor. Tem uma bipolaridade acentuada e faz da vida dos outros um inferno quando está de mau humor.

#### Franco Albuquerque
- Interpretado por: Luciano Szafir

Pai de Alice. É um homem rico, herdeiro de um império e dono de uma cadeia de lojas de renome na área de design de moda. Adora a filha Alice, mas passa pouco tempo com ela por conta dos compromissos familiares. Viúvo, não quer mais saber de casamentos, mas se diverte com as mulheres que aparecem na vida dele. Tem uma queda por Eva, mas tem receio em se envolver com ela porque sabe que seria um problema.

#### Lucy Zimer
- Interpretada por: Ully Lages

Misteriosa, ela é dona de um estilo gótico com o qual Roberta logo se identifica. A harmonia entre as duas, no entanto, não passará de uma fase, pois Lucy nutre uma paixão por Diego e fará de tudo para separá-lo de Roberta. Nascida em uma família muito rica brasileira, mas que mantém residência na cidade de Nova Orleans nos Estados Unidos, antes de retornar para estudar no Brasil. Fã de intrigas, ela tenta seduzir Marcelo e Vicente, mas finge agir na maior inocência. Lucy desenvolverá um ódio por Alice, alvo da paixão do irmão gêmeo maior. Lucy e Miguel chamam atenção por sua aparência e esbanjam simpatia, mas no fundo são vilões convictos. É linda, e muito sedutora quando quer ser. Ao que tudo indica é esquizofrênica, assim como sua mãe e sua avó.

#### Jonas Araripe
- Interpretado por: Floriano Peixoto

Diretor da escola, vive para organizá-la e lucrar com ela. Não tem o menor controle sobre a filha, a quem imagina ser uma menina doce. Viúvo, não casou de novo e é alvo de todas as mães divorciadas ou viúvas da escola. Engraçado no trato com a garotada, rígido nas regras da escola que todos burlam sempre que podem. Jonas não gosta de Pedro, pois acha que o rapaz seja uma péssima influência para os outros alunos.

#### Leila Campos Sales Araripe
- Interpretada por: Adriana Londoño

Mãe de Tomás desaparecida. Volta para o Rio para ficar perto do filho. É a paisagista e jardineira do colégio. Melhor amiga de Eva Messi na época do colégio. Ofélia, sua mãe, já descobriu que Leila apareceu novamente e está convocando vários advogados, mas Leila não está preocupada com isso. Tem um caso com Jonas, com quem se casa tem que controlar o colégio só depois que seu marido enlouquece na realidade.

#### Bernarda Pires (Becky)
- Interpretada por: Lana Rhodes

Meia-irmã de Carla e modelo. Divertida e desengonçada, vai enlouquecer Vicente. Todos acham que ela é burra, mas só é confusa. Acaba seu namoro com Vicente por causa de suas diferenças. Se mostra muito experiente em relação a alguns assuntos. Ainda está apaixonada por Vicente, mas tenta ciumá-lo com Lupi.

#### Vicente Antônio Campos
- Interpretado por: Eduardo Pires

Professor de português e literatura. Apaixona-se por Becky e será um mentor para Pedro. É o melhor professor do Elite Way. Becky acaba seu namoro com ele, por causa de suas diferenças, fazendo Vicente sofrer muito.

#### Artur Paz
- Interpretado por: Daniel Erthal

Artur é um chato, do tipo que sabe e se orgulha disso. Professor de matemática, sonha em ser o diretor do colégio Elite Way. Irmão mais velho de Vitória. Idolatra Jonas. Recebe um choque de Realidade de Vicente, fazendo com que ele se torne mais "Legal" com Vicente e com os alunos, aprendendo até a falar diferente. Descobre que Cilene gostava dele, depois de um tempo ele tomou coragem e pediu ela em namoro, pouco tempo depois Artur pede Cilene em casamento. Descobre que é pai de Arturzinho.

#### Marcelo Macedo
- Interpretado por: Augusto Garcia

É muito amigo de Vicente. É o professor de história do Elite Way. Conhecido pelo seu humor espontâneo, vai para o Elite Way para esquecer de Cris, sua ex-esposa. Ele se apaixonado por Débora.

#### Cristina Carvalho (Cris)
- Interpretada por: Verônica Debom

Ex-esposa de Marcelo, parece ser legal e simpática mas segundo o ex, ela já tentou matá-lo diversas vezes. Chega no colégio para substituir o professor de Geografia. Ela começa a ficar com o Vicente mas com a chegada de Becky não sei se vai conseguir, ela vira muito amiga de Becky que é ex de Vicente o seu amor então esse vira o triangulo amoroso entre Vicente, Becky e Cris.

#### Leonardo Maldonado
- Interpretado por: Juan Alba

É o pai de Diego. Poderoso empresário que administra várias empresas. Prepara o filho para ser seu sucessor e não aceita recusa. Guarda um grande segredo: teve uma filha fora do casamento, Márcia Luz, e hoje paga seu colégio em completo anonimato.

#### Elizabeth Costa (Beth)
- Interpretada por: Cláudia Lira

Mãe de Pedro e Raul, adora os dois filhos, embora Raul ache que a mãe gosta mais de Pedro. Mesmo amando os dois filhos, ela parece dar mais atenção a Pedro. No final acaba se apaixonando pelo seu advogado.

#### Márcia Luz Maldonado
- Interpretada por: Carla Diaz

Márcia é uma menina no canto dela que só estuda. Está na escola há tempos e tenta descobrir quem paga seus estudos secretamente. Entrou ainda menina e batalha muito para ficar. Órfã, saiu de um orfanato direto para a escola e descobre que não entrou por conta própria: alguém paga seus estudos e ela precisa saber quem é. Não quer namorar, não quer cantar, não quer nada a não ser estudar e provar que pode ser alguém na vida. Gosta de Téo. No decorrer da novela a mesma ira descobrir que é Leonardo, pai de Diego, que paga seus estudos e é seu pai biológico.

#### Vitória Paz (Vick)
- Interpretada por: Pérola Faria

Irmã do professor Artur e bolsista. Sonha em se casar com um rapaz rico e com família tradicional. Briga com Alice por causa de Pedro e se une a Pilar, mas depois volta a falar com Alice. Já ficou com Tomás e Guto, e foi beijada por Diego, já que o mesmo desejava fazer ciúmes em Roberta. Se apaixona e se torna namorada de João, mas eles terminam por seus ciúmes e por isso, ela volta a sair com quase todos os meninos e se envolve com drogas mas se trata. No final da novela, se torna uma repórter de um jornal da internet, espalhando fofocas sobre os alunos do Elite Way, e se torna namorada de Bernardo.

#### Téo Marques
- Interpretado por: Bernardo Falcone

Namorado de Márcia, é muito tímido, também não gosta de muita atenção. Adora tecnologia. Suporta todo o tipo de brincadeiras dos alunos que debocham do seu jeitão tranquilo e solitário. Amigo fiel de Márcia, Carla e Alice, é amigo de quase todas as meninas, apesar de não ficar com nenhuma, pois ele é muito fiel a Márcia. Vive sonhando acordado, como disse Pingo uma vez, usa os sonhos como uma válvula de escape do mundo real. Roberta, Carla e Alice ajudaram o mesmo a mudar seu visual, tornando-o mais descolado e confiante. No final da novela ele cria um aplicativo de sucesso e fica bilionário.

#### João Alves
- Interpretado por: Michel Gomes

Irmão de Bia, filho de Dadá e Alceu. Por vergonha de sua origem, esconde sua família dos colegas. Amigo de Diego, Guto, e em especial Vitória. Mas agora Téo e ele são melhores amigos, termina no final da novela namorando com Penélope.

#### Deocleciano Epaminondas da Conceição (Pingo)
- Interpretado por: Sylvio Meanda

Ajudante de Teresa. Leva a chefe à loucura por sua preguiça e sua gula. Seu nome verdadeiro é revelado nos últimos capítulos da segunda temporada da novela. Se torna responsável pela cantina, quando Teresa se torna monitora do colégio. É muito fofoqueiro e fã da Eva Messi.

#### Cilene Zanetti Paz
- Interpretada por: Karen Marinho

Cilene é tímida e muito séria: não sabe relaxar, está sempre trabalhando ou estudando. Cilene tem mania de limpeza, mas após alguns conselhos de Becky, que se torna sua melhor amiga, deixa de lado suas manias. Passa a se arrumar mais com as dicas de Becky, e Artur passa a se interessar por ela. Mora na Vila Lene. No colégio, é assistente de Pingo na cantina. Ela e Artur tem muito em comum, e passam a estar sempre juntos.

#### Maria Gomes
- Interpretada por: Jhulie Campello

Maria tem fama de garota fácil, por que já pegou muitos garotos no colégio e jogou fora, mas agora ela gosta realmente de alguém que é o Murilo que também gosta dela mas ele não quer ser descartado como os outros, mas no fundo ela é uma boa pessoa que tem medo de mostrar quem ela é verdadeiramente. Tem uma forte amizade com Juju.

#### Murilo Bragança
- Interpretado por: Diego Montez

Com pinta de galã, Murilo conquista corações e provoca ciúmes entre os rapazes. Bonito, Murilo entra no terceiro ano junto com a turma dos rebeldes. Ele já entra para conquistar corações e faz de tudo para conquistar a Maria com o seu plano com Guto e Vinícius.

#### Genaro Zanetti
- Interpretado por: Edwin Luisi

Pai de Cilene, desengonçado, é um italiano, mas age como se fosse um brasileirão de coração. Casa-se com Teresa e tem um papagaio chamado Lourival.

#### Silvia Campos Sales Maldonado
- Interpretada por: Cássia Linhares

Sobrinha de Ofélia. Tia de Débora e Tomás. Apaixonada por Leonardo com quem se casa e tem dois filhos gêmeos, Bruno e Danilo.

#### Ofélia Campos Sales
- Interpretada por: Eliana Guttman

Avó de Tomás, mãe de Leila, tia de Silvia e tia-avó de Débora. É dona do bistrô da Vila Lene, que antes pertencia a Genaro.

#### Dalva Alves (Dadá)
- Interpretada por: Zezé Motta

Dadá é uma mãezona, super dedicada aos filhos. Com muito amor e paciência, administra o problema do marido com a bebida.

#### Lupicínio Alves (Lupi)
- Interpretado por: Rocco Pitanga

Lupi é o filho mais velho de Dadá e Alceu. Logo cedo, se deu bem no ramo da informática e não deixou os parentes desamparados. Se muda para São Paulo com Luli.

#### Alceu Alves
- Interpretado por: Antônio Pompêo

Alceu é uma boa pessoa, mas sofreu uma grande decepção. Por isso, bebe sempre que tem uma oportunidade. Mas vai para uma clínica de reabilitação e segue sua vida.

#### Teresa Silva
- Interpretada por: Cristina Mullins

Como se fosse uma mãe para Pingo, é sua mentora e sua fiel amiga. Casa-se com Genaro.

#### Débora Torres
- Interpretada por: Lisandra Parede

Prima de Tomás e sobrinha de Ofélia, ela inicialmente quer um marido rico, mas logo mostra-se menos interesseira e começa a gostar de Vicente, mas logo começa namorar Marcelo. Mas termina com ele após fazer uma viagem.

#### Raul Costa
- Interpretado por: Lucas Cotrim

Irmão de Pedro. Não se conforma por não estudar no Elite Way. Gosta de Bia, mas é tímido para revelar esse sentimento. Depois de muito tempo, enfim cria coragem e revela o que sente á garota, e acaba namorando com ela.

#### Beatriz Alves (Bia)
- Interpretada por: Juliana Xavier

Adolescente, filha adotiva de Dadá e Alceu e irmã de João e Lupi. Vai se apaixonar por Raul, irmão de Pedro. Já foi vítima de bullying. Beatriz gosta de viver com sua família. Beatriz vive ajudando seu pai a parar de beber com sua mãe Dadá e seus irmãos João e Lupi.

#### Juliana (Juju)
- Interpretada por: Juliana Rolim

Melhor amiga de Maria.Ela é uma garota muito amiga de Maria e Vitória, já teve bulimia,como Carla e Beto, nunca se envolveu com alguém no colégio e por isso ela quer se envolver com alguém esse ano, por qualquer custo. E acaba conseguindo tendo um namoro com Vinícius.

#### Tatiana Torres
- Interpretada por: Marina Rigueira

Irmã de Débora e sobrinha-neta de Ofélia, Tatiana é psicóloga. Apesar de ser extremamente bonita, Tatiana nunca teve nenhum relacionamento sério ou duradouro. Ela acha que os homens são uma distração para seus objetivos profissionais. Por isso, em relação ao amor é uma mulher inexperiente. A chegada dela no Elite Way e na Vila Lene, onde vai morar com sua tia-avó Ofélia, vai mexer com o delicado equilíbrio das relações já muito tumultuadas entre Marcelo, Vicente, Becky e Cris. Difícil mesmo será alguém conquistar seu coração, mas ela vai acabar se apaixonando pela primeira vez por Tadeu.

#### Tadeu Oliveira
- Interpretado por: Paulo Leal

Professor de teatro do Elite Way, mulherengo, todas as mulheres caem aos seus pés, mas acaba se envolvendo com Tatiana, a psicóloga do colégio.

#### Penélope
- Interpretada por: Rafaela Ferreira

Penélope é cheia de confiança e sonha ser uma estilista famosa. Bem-humorada e totalmente aérea, vive em um mundo só dela. Aspirante a estilista, Penélope tem um gosto bastante questionável para roupas, mas ainda assim está sempre com um namorado a tiracolo. Sua grande paixão no Elite Way é Tomás, a quem ela não poupará esforços para conquistar, mas no final da trama, termina namorando com João.

#### Vinícius
- Interpretado por: Antonio Jorge

Vinícius é um cara reservado e tem problemas com o álcool. Rico e bastante fechado, Vinícius não é muito de falar. Vai se apaixonar por Juju.

#### Bernardo
- Interpretada por: Rodrigo Dorado

Bolsista, foi amigo de Pedro quando os dois eram vizinhos em Saquarema. Bernardo saiu da cidade de origem para estudar no renomado colégio Elite Way e não tem família no Rio. Assim como diversos meninos, terá uma queda por Carla, garota no qual ele considera a "mais gata", mas no final acaba namorando com Vitória.

#### Artur Filho (Arturzinho)
- Interpretado por: João Victor Granja

Filho que Artur não conhecia e que passa a morar com ele. É tão inteligente quanto o pai.

#### Luciana Pontes (Luli)
- Interpretada por: Andréa Avancini

Luli é assistente de Eva Messi e confidente da filha da cantora, a Roberta. Sonha com carreira artística e adora uma fofoca.

#### Helena Ambrust
- Interpretada por: Nanda Ziegler

Secretária de Franco. Gosta dele e fica com raiva quando uma mulher se aproxima como a Eva, Beth e Becky.

#### Raquel Galvão
- Interpretada por: Roberta Santiago

Ex do Lupi ajuda a Carla para se tratar da Anorexia e Bolimia

#### Jorge Campos
- Interpretado por: Osvaldo Romano

Jorge Campos é amigo de Franco e um advogado respeitado. Ele começa a se relacionar com Beth.

#### Guto
- Interpretado por: Marcos Ferian

Guto é rico e mimado. O garoto já ficou com Vitória, que se interessou pelo menino por dinheiro, mas logo ele a descartou. Se envolve com drogas, porém se trata.

#### Maria Eduarda (Duda)
- Interpretada por: Mariana Cysne

Rica, bondosa, sincera, mas fácil de ser enganada. Quer namorar um garoto bem bonito. Sua mãe tinha problemas com alcoolismo, mais já se tratou.

#### Roberto Frota (Beto)
- Interpretado por: Bruno Ahmed

Beto é um dos alunos do Elite Way que faz parte do "grupo da zoação". Ele se envolve com Maria, que quase a deixa grávida por descuido, mas depois do susto, o rapaz fica mais responsável. Após seu envolvimento com drogas, o garoto não aprende a lição.

#### Soraia Melnich (Sossô)
- Interpretada por: Ana Padilha

É a melhor amiga das meninas recorrentes da novela, mas vai embora do colégio ao descobrirem seu envolvimento com drogas.

#### Luísa
- Interpretada por: Vanessa Gabriel

Aluna dedicada. Melhor amiga de Juju. Não é nerd. Bonita, é cobiçada por todos. E como Sossô, também vai embora após descobrirem seu envolvimento com drogas.

#### Saulo
- Interpretado por: Yago Lopes

Saulo, o melhor amigo de Paulo, é um dos integrantes do "grupo da zoação". Ele, João e Paulo praticam bullying em um colega mais fraco, Téo, mas, depois de uma suspensão e uma boa orientação, o garoto fica mais esperto e manera um pouco com o rapaz.

#### Paulo Gaia
- Interpretado por: Lucas Crisanti

Pegador e mulherengo, Paulo é o melhor amigo de Saulo, e juntos, "cantam" sempre as meninas do colégio, principalmente, Carla. Pratica bullying em Téo, um colega de classe, que além de fraco, é chamado de nerd por sempre estudar e se sair muito bem nas notas das provas.

#### Júlio Vasconcelos
- Interpretado por: Luca Pougy

Entra na segunda temporada e tem um breve envolvimento com a Márcia, porém a mocinha apenas está tentando fazer ciúmes no Téo. É expulso do colégio após ser pego colando em uma prova.

#### Daniela (Dani)
- Interpretada por: Alessandra Loyola

Empregada de Franco Albuquerque.

#### Marco
- Interpretado por: Rodolpho Bellos

É o professor de educação física dos meninos e é extremamente exigente com todos eles.

#### Bruna
- Interpretada por: Anita Amizo

Professora de educação física das meninas, tenta ser exigente, mas as meninas sempre conseguem dar a volta nela.

### Personagens menores

#### César
- Interpretado por: Alexandre Machafer
- É o empresário da cantora Eva Messi e da banda Rebeldes.

#### Celso Pompeu
- Interpretado por: Rafael Sardão

Empresário do Leonardo durante a campanha eleitoral. Teve um caso com Silvia, esposa de Leonardo enquanto estava namorando com Luli, mas logo depois ele foi desmascarado.

#### Paulo Rubens
- Interpretado por: Gil Hernandez

#### Lia
- Interpretada por: Patrícia Charlotte

#### Augusto Vianna
- Interpretado por: Augusto Vargas
- Foi o professor substituto de Vicente Campos quando demitido. Foi demitido por não conseguir controlar a "choradeira" dos alunos.

lso 

#### Ricardo
- Interpretada por: Guilherme Vieira

Amigo do Raul e acabou engravidando uma garota

#### Oscar Schmidt
- Interpretado por: Oscar Schmidt

#### Robson Caetano
- Interpretado por: Robson Caetano

#### Fernando Scherer
- Interpretado por: Fernando Scherer

#### Magic Paula
- Interpretada por: Magic Paula

#### Leonel
- Interpretado por: Carlos Bonow

Pai de Roberta que obrigou Eva a colocar a filha no Elite Way.

#### Sônia
- Interpretada por: Juliane Araújo

Garota que foi contratada pelo Binho para dizer que está grávida de Diego.

#### Mayara
- Interpretada por: Rebecca Ahmed

#### Solange
- Interpretada por: Aléxia Pires

Ex-namorada de Murilo, que entra no colégio para atormentar a vida de Maria, que é a atual de Murilo. Ela diz que vai estudar no colégio, porém que Maria e suas amigas conseguem colocar Solange para correr.

#### Araújo
- Interpretado por: Antonio Barboza

#### Rodrigo Faro
- Interpretado por: Rodrigo Faro

#### Mariana
- Interpretada por: Clara Tiezzi

Avançada pra idade, encantada com o colégio e fã confessa da banda Rebeldes. Adora Alice e quer imitar a rebelde em tudo, inclusive nas roupas. Tem uma imaginação fértil e entra na turma da aula de teatro, acaba ficando com João Victor.

#### Aline
- Interpretada por: Karize Brum

Fã da banda Rebeldes e de estilo rock, é quase uma mini-Roberta. Adora uma briga e provoca mesmo. Tem resposta pra tudo e apronta muito em sala de aula. Sempre bate de frente com Mariana.

#### Luana
- Interpretada por: Larissa Henrique

Gosta da vida ao ar livre e é uma faladeira de primeira. Péssima em matemática, sempre pede ajuda ao amigo Arturzinho.

#### Milena
- Interpretada por: Fernanda Ribeiro

Sofre com o preconceito de Serginho e Rosa Maria. Os pais são humildes, a mãe é doméstica e o pai zelador do prédio. Milena conquista uma bolsa de estudos pela sua inteligência. Ingênua, fica encantada com o colégio e com Serginho, que só faz maldade com ela.

#### Nina
- Interpretada por: Ana Clara Pintor

Mais fechada, estilo nerd. Quer estudar muito e se diverte pouco. É grande amiga de Arturzinho.

#### Caíque
- Interpretado por: Diego Kropotoff

Tem a mesma idade de Arturzinho e estuda no colégio do menino. Mora na Vila Lene. É ativo, fala gíria e adora jogar bola e vídeo game. Quer ser jogador de futebol ou surfista quando crescer. Fica amigo de Arturzinho.

#### Sérgio Godoy (Serginho)
- Interpretado por: José Victor Pires

É um menino rico, pedante, cheio de maldade no coração. Vai infernizar a vida de Milena. Os pais acham melhor ele estudar em regime de semi internato porque em casa ninguém consegue controlar o menino.

#### Rosa Maria
- Interpretada por: Letícia Pedro

Ajuda Serginho a atazanar a vida de Milena, ela também é pobre, mas se faz de rica. Com isso, todos pensam que ela tem muito dinheiro.

#### Lucas
- Interpretado por: Cássio Ramos

É um gênio em história, geografia e português e uma nulidade em matemática. É mimado e acha que tudo pode ser do jeito que ele quer. Vai dar trabalho! Vive batendo de frente com Raul, mas o considera um grande amigo. Acaba ficando com Aline.

#### Dulce María
- Interpretada por: Dulce María

#### Fátima Ferrer
- Interpretada por: Valéria Alencar

Mãe de Carla, que abandonou ela logo após seu nascimento. Fátima volta depois de muito tempo, mas na verdade só quer se dar bem às custas da filha.

#### Bob Nelson
- Interpretado por: João Vitti

Entra na segunda temporada, se alia a Miguel e Fátima para acabar com a carreira dos Rebeldes. É um empresário corrupto.

#### Estela
- Interpretada por: Greta Antoine

Aluna de São Paulo que entra no colégio na reta final da trama. Se aproxima de Roberta para tentar acabar com a paz de Eva Messi, quem ela acha que é responsável pela morte de sua mãe.

#### Marcos Mion
- Interpretado por: Marcos Mion